# Stubentor
La Stubentor (Porte des Hongrois) est une ancienne porte de l'enceinte de Vienne.

## Histoire
La plus ancienne Stubentor date de 1200, entre le zwinger et la "tour noire". Reconstruite après le premier siège des Turcs en 1529, elle sert à la protection de la ville au moment du second siège en 1683.
Devant la Stubentor, le 15 mars 1528, on exécute Balthazar Hubmaïer. Il y a une plaque commémorative.
En 1555 et 1556, elle est reconstruite dans le style de la Renaissance avec un clocher à 25 m de hauteur.
Beaucoup de processions funéraires des XVIIIe siècle et XIXe siècle passent par la Stubentor vers le cimetière Saint-Marx, en dehors de la ville. Lors des funérailles de Wolfgang Amadeus Mozart, le cortège s'arrête à la porte.
En 1831, elle reçoit une façade dans le style du classicisme. La destruction du mur jusqu'au palais Coburg a lieu d'avril à septembre 1862. À la place de la Stubentor, on édifie la Dr.-Karl-Lueger-Platz dans la perspective d'une ceinture périphérique.
Au moment de la construction de la ligne U3 du métro et de la station, on dégage une partie du mur de la Renaissance, la base de la "Tour noire" et des fondations de la porte en 1555.

## Source, notes et références
- (de) Cet article est partiellement ou en totalité issu de l’article de Wikipédia en allemand intitulé « Stubentor » (voir la liste des auteurs).